# Baljkovica Donja
Baljkovica Donja (cyr. Баљковица Доња) – wieś w Bośni i Hercegowinie, w Republice Serbskiej, w mieście Zvornik. W 2013 roku liczyła 169 mieszkańców.